# 串田和美
串田 和美（くしだ かずよし、1942年8月6日 - ）は、日本の俳優、演出家。日本大学藝術学部特任教授。佐々木高行は高祖父にあたる。所属事務所は鈍牛倶楽部。

## 人物
東京都小金井市出身。成蹊小学校、成蹊中学校・高等学校卒業。日本大学芸術学部演劇学科中退。
父は哲学者・詩人の串田孫一。弟はグラフィックデザイナーの串田光弘。祖父は三菱銀行初代会長を務めた串田万蔵。母方の祖父は國學院大學理事長・学長を務めた侯爵の佐佐木行忠。行忠の祖父が佐々木高行。

## プロフィール
1965年俳優座養成所を卒業し劇団文学座入団。
1966年佐藤信、斎藤憐、吉田日出子らと共に自由劇場を結成。六本木の「アンダーグラウンド自由劇場」を本拠地とする。
1968年自由劇場と六月劇場、発見の会が合体して演劇センター68（のちの黒テント）が組織され全国移動公演に移行。1969年9月、観世栄夫と共に東ドイツに渡り、1か月東ベルリンに滞在。その後1970年3月まで1人でフランスに滞在。
1971年黒テントを脱退。1972年、自由劇場の実質解散後、吉田日出子に声を掛け、六本木自由劇場を本拠地に演劇活動を再開。この頃から演出、美術を手がける。
1975年、正式にオンシアター自由劇場に劇団名を改める。『上海バンスキング』（1979年）、『もっと泣いてよフラッパー』（1977年）、『クスコ』などのヒット作を産み出す。この時期、俳優としては藤川延也という芸名を用いた。
1985年、Bunkamura中劇場「シアターコクーン」芸術監督に就任。劇場設計に初期段階から携わる。
1987年、自主制作映画『上海バンスキング』で初監督。
1989年の劇場オープンと同時に、オンシアター自由劇場もフランチャイズ契約を結ぶ。9月の杮落とし『A列車』を皮切りに、劇場レパートリー制の導入、毎回異なる演出家による『夏の夜の夢』の連続上演、「コクーン歌舞伎」など、精力的な劇場運営を行う。
1996年2月、シアターコクーン芸術監督任期満了と同時にオンシアター自由劇場も解散。
2000年日本大学藝術学部演劇学科教授 兼 芸術研究所教授に就任。 
2003年4月にまつもと市民芸術館館長 兼 芸術監督に就任。
コクーン歌舞伎、平成中村座公演を始めとする歌舞伎公演の演出もし、テレビCMなど多方面にて活躍中である。
2006年、芸術選奨文部科学大臣賞受賞。
2007年、まつもと市民芸術館を拠点として活動する劇団、まつもと市民芸術館レジデントカンパニーを結成。同2007年、第14回読売演劇大賞最優秀演出家賞(「東海道四谷怪談 北番
2008年、紫綬褒章、2013年、旭日小綬章受章。
2011年、日本大学藝術学部放送学科特任教授に就任。
2012年、まつもと市民芸術館レジデントカンパニーをTCアルプに改名する。
2015年、第22回シビウ国際演劇祭で「ウォーク・オブ・フェイム」を受賞。
2022年、長野県の芸術文化に貢献したとして信毎賞を受賞。
2023年、自身や演劇の原点を捉え直し、更に探求し企画製作していく「フライングシアター自由劇場」を新たに立ち上げる。
コクーン歌舞伎、平成中村座、歌舞伎公演演出やテレビCMなどで活動中。

## 出演

### 映画
- 地獄の掟に明日はない（1966年） - 岩村明 役
- 日本春歌考（1967年）
- 突入せよ! あさま山荘事件（2002年） - 丸山参事官 役
- 1980（2003年） - 羽柴誠十郎 役
- 誰も知らない（2004年） - 吉永忠志 役
- 神童（2007年） - 御木柴薫役
- Beauty うつくしいもの（2008年） - 歌舞伎座長 役
- K-20 怪人二十面相・伝（2008年） - 八木博士 役
- 罪とか罰とか（2009年） - 海藤副署長 役
- 日輪の遺産（2011年） - 梅津美治郎 役
- 蜩ノ記（2014年） -  中根兵右衛門 役
- PLAN75（2022年） -  藤丸釜足 役
- 雪の花 -ともに在りて-（2025年）[13]

### 舞台
- 幽霊はここにいる（1998年） - 大庭三吉 役（演出・美術も担当）
- 空中キャバレー（2011年）-（構成・演出・出演）
- K.ファウスト（2012年）- メフィストフェレス（作・演出・美術も担当）
- K.テンペスト（2014年）-プロスペロー 役（潤色・演出・美術も担当）
- 漂流劇 ひょっこりひょうたん島（2015年）（演出・美術も担当）
- 遥かなるブルレスケ〜とんだ茶番劇〜（2016年）-クリスピン 役（潤色・演出・美術も担当）
- フライングシアター自由劇場「仮面劇・預言者」（2023年）（上演台本・演出・美術も担当）[14]
- フライングシアター自由劇場「ガード下のオイディプス」（2024年）（上演台本・演出・美術も担当）[15]
- フライングシアター自由劇場「そよ風と魔女たちとマクベスと」（2025年）（脚色・演出・美術も担当）[16]
- フライングシアター自由劇場 第6回公演「西に黄色のラプソディ」（2025年公演予定）（脚色・演出・美術も担当）[17]

### ドラマ
- 泣いてたまるか（1967年）
- 大河ドラマ 竜馬がゆく（1968年） - 望月亀弥太 役
- とぼけた奴ら 第20話「危険な遊びが死を招く」（1968年）
- 遠山の金さん捕物帳 第74話「江戸をかっ払う男」（1971年） - 仙太 役
- 追跡 第14話「幻の天使」（1973年）
- 八州犯科帳（1974年）- 佐七 役
- 愛をください（2000年）
- 向田邦子新春ドラマ あ・うん（2000年） - 水田仙吉 役
- ホーム&アウェイ（2002年）
- 北の国から2002遺言（2002年） - 医師 役
- 連続テレビ小説
  - 芋たこなんきん（2007年） - 加藤幸男 役
  - おひさま（2011年）- 丸山道夫 役
- はつ恋（2012年） - 豊崎勝 役
- 第二楽章（2013年） - 桜井信一郎 役
- 55歳からのハローライフ 第3話（2014年） - 木村 役
- 経世済民の男 第三部『鬼と呼ばれた男〜松永安左エ門』（2015年） - 佐藤留吉 役
- 死にたい夜にかぎって 最終話（2020年）

### CM
- ソニー VAIO type-A 『午後のテラス篇』 左時枝、粟田麗、牧莉々香らと共演（2006年5月29日 - ） - 夫 役

## 著書
- 『もっと泣いてよ、フラッパー』（而立書房 1982年）
- 『幕があがる』（筑摩書房 1996年）
- 『串田戯場：歌舞伎を演出する』（ブロンズ新社 2007年）